# Чьотча
Чьотча ( Ciotcza) — село в Польщі, у гміні Абрамів Любартівського повіту Люблінського воєводства.
Населення — 384 особи (2011).
Розташоване на відстані 16 км від Любартова, і 33 км від Любліна, та 6 км на північ від Абрамува.

## Історія
У 1975—1998 роках село належало до Люблінського воєводства.

## Демографія
Демографічна структура станом на 31 березня 2011 року:
|          | Загалом | Допрацездатний вік | Працездатний вік | Постпрацездатний вік |
| -------- | ------- | ------------------ | ---------------- | -------------------- |
| Чоловіки | 194     | 47                 | 113              | 34                   |
| Жінки    | 190     | 42                 | 104              | 44                   |
| Разом    | 384     | 89                 | 217              | 78                   |